# Folgensbourg
Folgensbourg är en kommun i departementet Haut-Rhin i regionen Grand Est (tidigare regionen Alsace) i nordöstra Frankrike. Kommunen ligger i kantonen Huningue som tillhör arrondissementet Mulhouse. År 2022 hade Folgensbourg 902 invånare.

## Befolkningsutveckling
Antalet invånare i kommunen Folgensbourg
| Referens: INSEE |